# Liriomyza flaveola
Liriomyza flaveola este o specie de muște din genul Liriomyza, familia Agromyzidae. A fost descrisă pentru prima dată de Fallen în anul 1823. Conform Catalogue of Life specia Liriomyza flaveola nu are subspecii cunoscute.